# Listă de plante cu efect vitaminizant

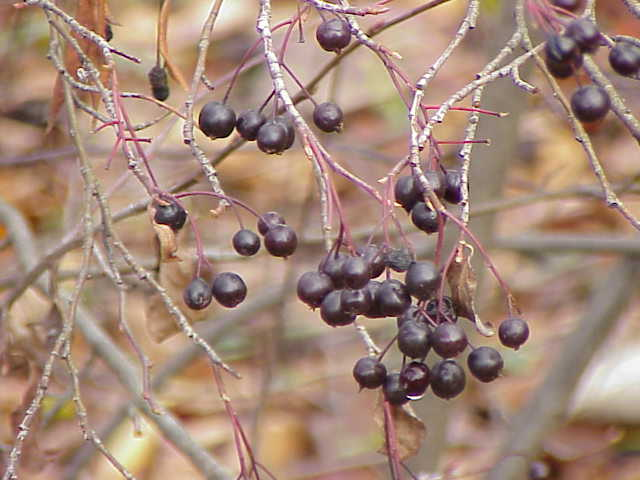
Aronia melanocarpa

Aceasta este o listă de plante cu efect vitaminizant:
- Aloe vera
- Aronia melanocarpa, fructe[1][2]
- Acerola, fructe
- Ardei (Capsicum annuum)
- Cătină[3]
- Ciuboțica cucului
- Coacăze
- Lămâie, fructe
- Măceșe, fructe
- Morcovi
- Rosa majalis
- Trandafirul sălbatic

- Urzică

## Avertisment
Utilizarea necorespunzătoare a plantelor cu efect vitaminizant se poate dovedi a fi nu numai nefolositoare, dar și dăunătoare pentru organism. Aceste plante conțin nu doar substanțe nutritive și vitamine, ci și multe alte substanțe care, printr-o pregătire necorespunzătoare, se pot transforma în otravă.